# نظر كهريزي
نظر كهريزي (بالفارسية: نظرکهریزی) هي منطقة سكنية تقع في إيران في Nazarkahrizi District. يقدر عدد سكانها بـ 1,181 نسمة .